# Pfarrhaus Diesdorf

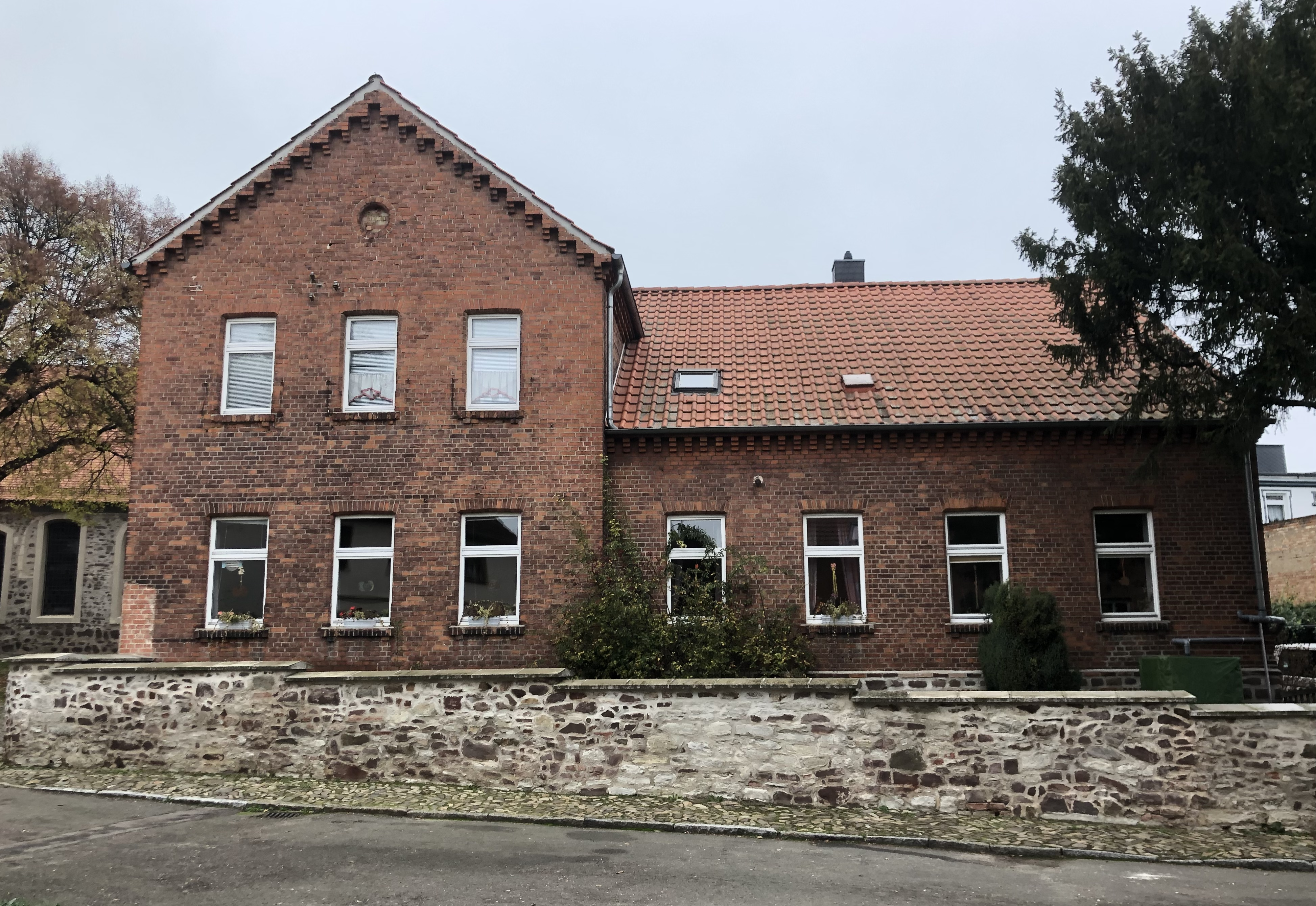
Pfarrhaus Diesdorf, 2022

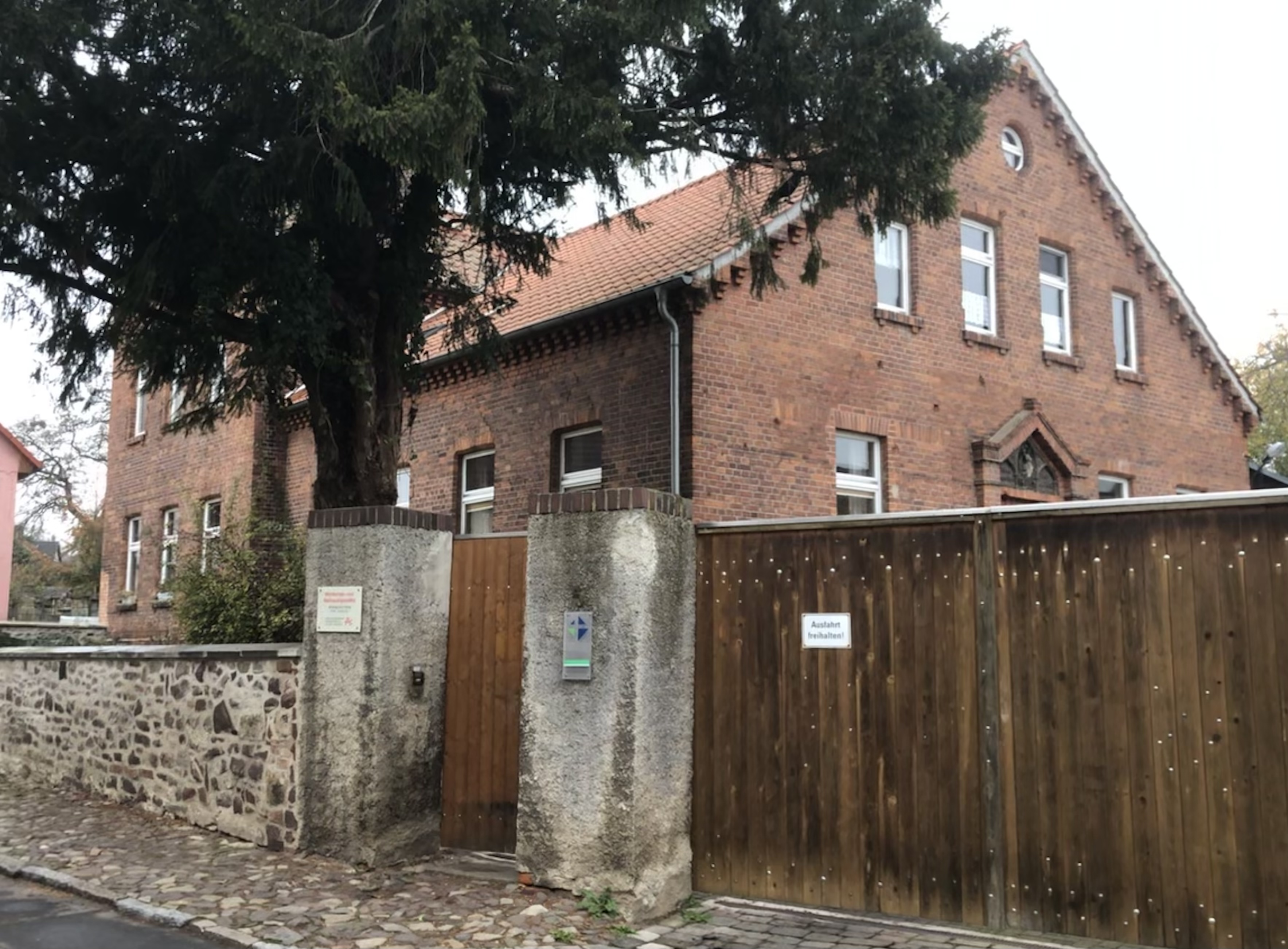
Blick von Südwesten

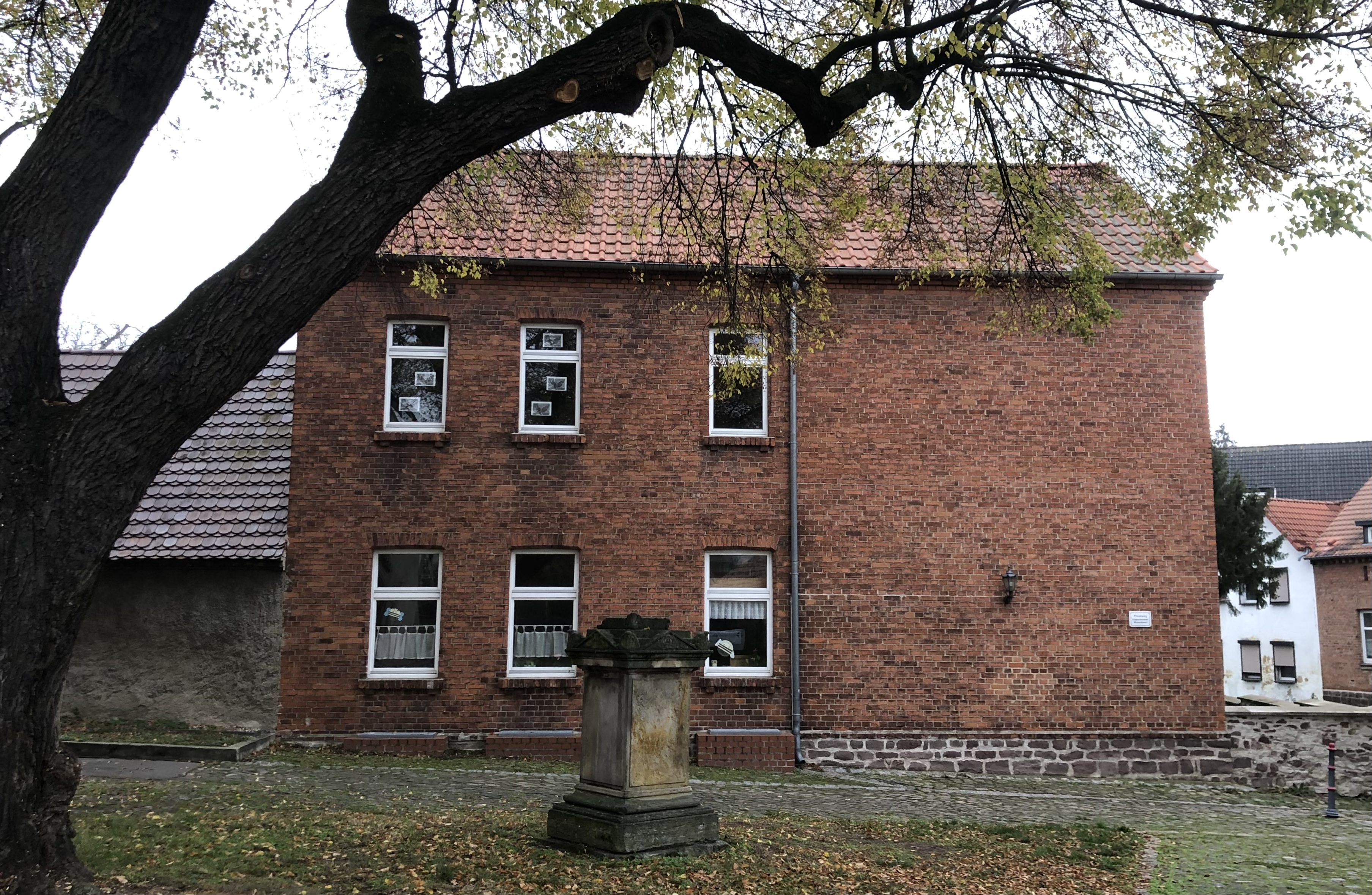
Ostseite

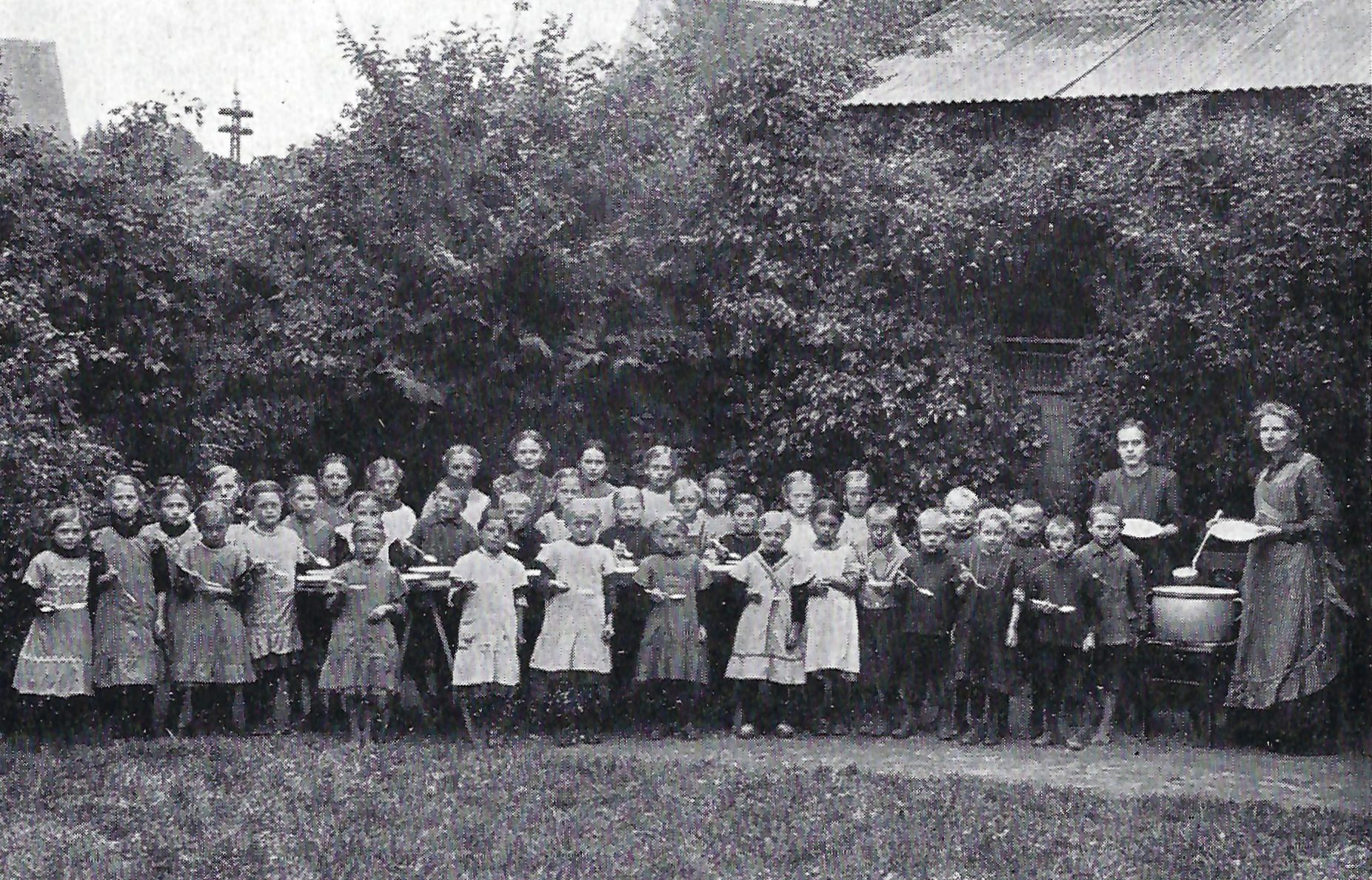
Speisung bedürftiger Schulkinder während des Ersten Weltkriegs im Garten des Pfarrhauses

Das Pfarrhaus Diesdorf ist ein denkmalgeschütztes Pfarrhaus im Magdeburger Stadtteil Diesdorf in Sachsen-Anhalt.

## Lage
Das Pfarrhaus befindet sich auf der Nordseite der Straße Am Denkmal, an der Adresse Am Denkmal 5. Nordwestlich steht die zum Pfarrhaus gehörige evangelische St. Eustachius-und-Agathe-Kirche.

## Architektur und Geschichte
Das eingeschossige Gebäude entstand in der Zeit um 1860. Der Ziegelbau ist schlicht gestaltet und ruht auf einem Sockel aus Bruchsteinen. Der Hauseingang befindet sich auf der nach Westen weisenden Giebelseite. Das Eingangsportal ist im Stil der Neogotik gestaltet. In seinem Tympanon befindet sich ein Relief mit dem Motiv Christus als guter Hirte.
Im örtlichen Denkmalverzeichnis ist das Pfarrhaus unter der Erfassungsnummer 094 82537 als Baudenkmal verzeichnet.
Das Pfarrhaus gilt im Ensemble mit seiner benachbarten Kirche als städtebaulich bedeutsam.